# Лыфарь, Николай Моисеевич
Николай Моисеевич Лыфарь (15 февраля 1924, Петропавловка, Харьковская губерния — 27 октября 1994, Купянск, Харьковская область) — начальник радиостанции 100-го гвардейского стрелкового полка гвардии 35-й гвардейской стрелковой дивизии, сержант — на момент представления к награждению орденом Славы 1-й степени.

## Биография
Родился 15 февраля 1924 года в селе Петропавловка Купянского района Харьковской области. Украинец. Окончил 6 классов. Работал трактористом в МТС.
В 1943 году был призван в Красную Армию. В первом бою на Северском Донце был ранен. После госпиталя был направлен на курсы радистов. По окончании учёбы был направлен радистом в 100-й гвардейский стрелковый полк 35-й гвардейской стрелковой дивизии.
2 августа 1944 года при наступлении на люблинском направлении гвардии красноармеец Лыфарь под сильным артиллерийско-минометным огнём противника обеспечил бесперебойную связь. Был ранен, но поля боя не оставил.
Приказом от 8 августа 1944 года гвардии красноармеец Лыфарь Николай Моисеевич награждён орденом Славы 3-й степени.
3 февраля 1945 года в районе населенного пункта Бжуза телефонист роты связи того же полка гвардии младший сержант Лыфарь корректировал огонь артиллерии. Был ранен, но продолжал выполнять свои обязанности.
Приказом от 17 февраля 1945 года гвардии младший сержант Лыфарь Николай Моисеевич награждён орденом Славы 2-й степени.
7-8 марта 1945 года в боях на левом берегу реки Одер юго-западнее города Кюстрин начальник радиостанции того же полка гвардии сержант Лыфарь обеспечил устойчивую связь. Отражая вражескую атаку уничтожил из автомата несколько противников.
9 марта, когда в командный пункт полка попал вражеский снаряд, будучи раненным, пришел на помощь контуженому командиру полка и раненому его заместителю. Оказал им первую помощь и вынес в безопасное место, затем вернулся к выполнению своих обязанностей. Когда противники просочились к командному пункту в контратаку, собрав группу бойцов, отразил контратаку противника, истребив 8 и взяв в плен 5 солдат.
За мужество и отвагу проявленные в боях при штурме Берлина, обеспечение командования надежной связью гвардии сержант Лыфарь был награждён орденом Красной Звезды.
Указом Президиума Верховного Совета СССР от 31 мая 1945 года за образцовое выполнение заданий командования в боях с немецко-вражескими захватчиками гвардии сержант Лыфарь Николай Моисеевич награждён орденом Славы 1-й степени. Стал полным кавалером ордена Славы.
После окончания войны продолжал службу в армии. В составе сводного полка 1-го Белорусского фронта участвовал в Параде Победы на Красной площади 24 июня 1945 года. Затем продолжил службу в частях на территории Германии, стоял в карауле на Нюрнбергском процессе над вражескими преступниками. В 1947 году был демобилизован.
Вернулся на родину. Жил в городе Купянске. Работал на железной дороге. Скончался 27 октября 1994 года.

## Награды
Награждён орденами Отечественной войны 1-й степени, Красной Звезды, Славы 3-х степеней, медалями.